# 通尼·泰伦齐
通尼·泰伦齐（義大利語：Tonhi Terenzi，1969年3月16日—），意大利击剑运动员。他曾代表意大利参加1992年、1996年和2000年夏季奥林匹克运动会击剑比赛，其中在1996年奥运会收获男子团体佩剑的银牌。